# 에방겔로스 예라케리스

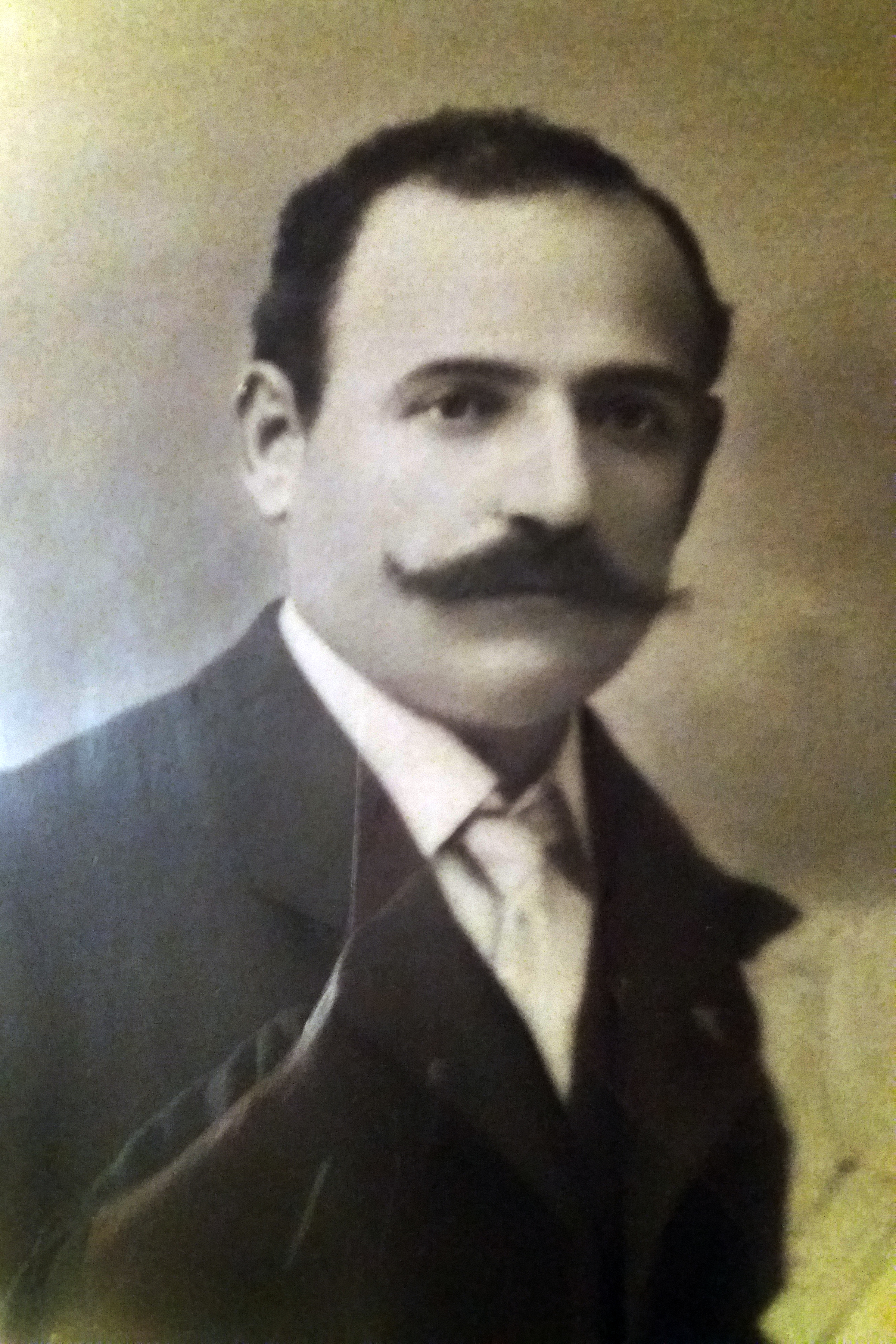

에방겔로스 예라케리스(그리스어: Ευαγγελος Γερακέρης, 1871년 ~ ?)는 그리스의 육상 선수이다. 그는 아테네에서 열린 1896년 하계 올림픽에 참가했다.
예라케리스와 함께 17명의 선수가 마라톤에 출전했다. 그는 완주를 한 9명의 선수 중 7위를 차지했다.